# سیلکین
سیلکین (به انگلیسی: Cilcain) یک منطقهٔ مسکونی در بریتانیا است که در فلینتشر واقع شده‌است. سیلکین ۱٬۳۷۸ نفر جمعیت دارد.